# Сан-Вито-сулло-Йонио
Сан-Ви́то-су́лло-Йо́нио (итал. San Vito sullo Ionio) — коммуна в Италии, располагается в регионе Калабрия, подчиняется административному центру Катандзаро.
Население составляет 2029 человек, плотность населения составляет 119 чел./км². Занимает площадь 17 км². Почтовый индекс — 88067. Телефонный код — 0967.
Покровителем коммуны почитается святой мученик Вит. Праздник ежегодно празднуется 15 июня.
Соседние коммуны: Капистрано, Ченади, Киаравалле-Централе, Монтероссо-Калабро, Оливади, Петрицци, Полия.